# Agência Espacial Portuguesa
A Agência Espacial Portuguesa também conhecida como Portugal Space é uma agência espacial que foi criada pelo governo português com colaboração do governo regional dos Açores no ano de 2019. Tem sede na Ilha de Santa Maria, nos Açores, Portugal. A agência sucede ao Gabinete do Espaço da Fundação para a Ciência e a Tecnologia.

## Objetivos
Criada pelo Governo Português para promover e executar a Estratégia "Portugal Espaço 2030", a Agência Espacial Portuguesa tem como principal objetivo promover e fortalecer o Espaço em Portugal, o seu ecossistema e a sua cadeia de valor, em benefício da sociedade e da economia do país e do mundo. Cabe à Agência Espacial Portuguesa articular a gestão dos vários programas nacionais ligados ao espaço. O retrato do setor espacial nacional pode ser encontrado no Catálogo Espacial Português, cuja publicação é assegurada pela Agência. Este documento está atualmente em revisão, existindo já uma uma versão preliminar do mesmo com dados do ecossistema espacial português de 2023.   
A participação nacional na ESA inclui os programas obrigatórios (ciência e tecnologia) e opcionais (observação da terra, comunicações, exploração, etc), cobrindo as várias áreas de interesse no uso do espaço para fins científicos e tecnológicos, cabendo à agência apoiar a comunidade nacional (científica e industrial) desta áreas. Como parte da sua missão, a agência também tem a missão apoiar a indústria de pequenos satélites e coordenar a criação de um porto espacial na Ilha de Santa Maria.
A Agência Espacial Portuguesa coordena a participação portuguesa em várias organizações internacionais como a Agência Espacial Europeia (ESA), aconselhando o governo português sobre as contribuições e subscrições feitas aquele organismo. Em colaboração com a Fundação para a Ciência e Tecnologia, a Agência Espacial Portuguesa também coordena a participação portuguesa no Observatório Europeu do Sul (ESO) e no recém criado Observatório SKA, do qual Portugal é membro fundador. A Portugal Space é ainda a representante nacional de Portugal na Comissão Europeia para assuntos relacionados com o Espaço, nomeadamente o Programa Espacial Europeu (Copernicus, Galileo, GOVSATCOM, SSA) e Horizon Europe e tem assento no Conselho de Administração da EUSPA (Agência da União Europeia para o Programa Espacial).

## Estrutura
A presidência da agência foi assegurada por:
- 2019–2020: Chiara Manfletti[11]
- 2020–presente: Ricardo Conde[12]